# Ferrari 499P
La Ferrari 499P è un'autovettura da competizione di tipo sport prototipo, progettata dalla casa automobilistica italiana Ferrari secondo i regolamenti Le Mans Hypercar per gareggiare nel campionato del mondo endurance FIA.

## Contesto e sviluppo

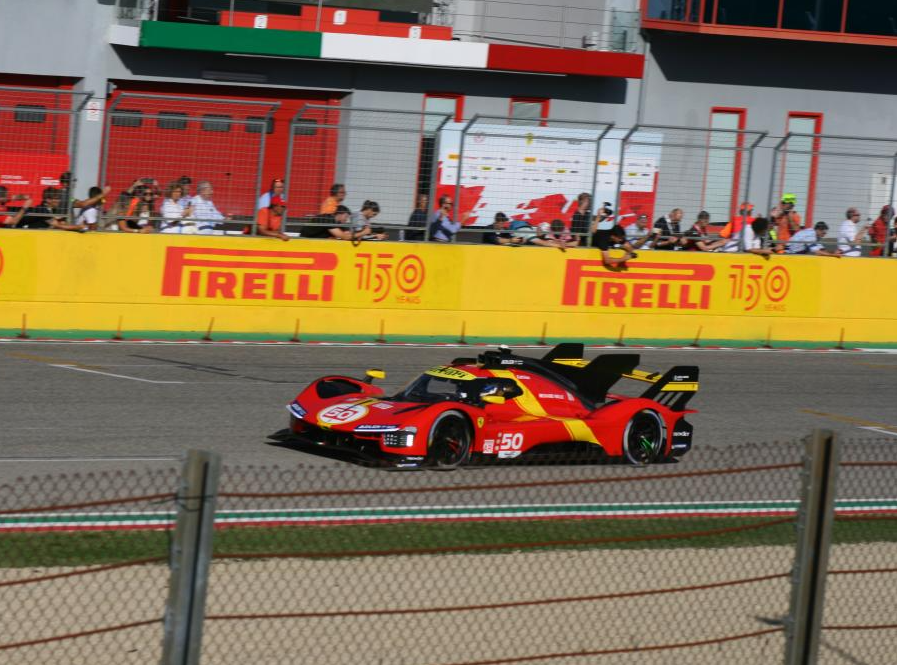
La presentazione ufficiale della 499P alle Finali Mondiali Ferrari di Imola, 30 ottobre 2022.

Nel 2018 la Federazione Internazionale dell'Automobile (FIA) e l'Automobile Club de l'Ouest hanno approvato il nuovo regolamento tecnico Le Mans Hypercar (LMH), in sostituzione del precedente regolamento LMP1 nel FIA WEC, che sarebbe poi entrato in vigore a partire dalla stagione 2020-21. In questo contesto, il 24 febbraio 2021 la Ferrari ha annunciato il suo ritorno nelle competizioni di durata tra i prototipi, dopo mezzo secolo di assenza dalla top class; ciò attraverso una collaborazione con AF Corse – già team di riferimento del Cavallino per l'attività GT negli anni precedenti –, per affiancarla e aiutarla nella gestione della squadra impiegata nel programma LMH.
Un primo muletto della vettura è stato sorpreso durante una sessione di test sul circuito di Fiorano nel luglio 2022. Un secondo prototipo semi-definitivo è sceso per la seconda volta in pista all'autodromo Enzo e Dino Ferrari di Imola nell'agosto seguente. In seguito la Ferrari ha svolto altre sessioni di test, alternando due vetture, nei circuiti di Imola, Barcellona, Portimão e Monza. La vettura definitiva, ancora protetta da livrea camouflage, ha girato pochi giorni prima della presentazione ufficiale; ha percorso, durante le fasi di sviluppo, circa 10 000 km.
La vettura, annunciata ufficialmente il 10 giugno 2022, è stata presentata in veste definitiva il successivo 29 ottobre alle Finali Mondiali Ferrari di Imola. Il nome 499P sta a indicare: 499 la cubatura unitaria di ogni singolo cilindro, mentre la P quella di "prototipo".

## Livrea
Le 499P ufficiali, come tradizione per le vetture Ferrari da competizione, adottano una livrea su base rosso corsa; in più sono presenti dettagli in "giallo Modena" che rimandano esplicitamente alla livrea della 312 PB d'inizio anni 70, l'ultima vettura di Maranello impegnatasi in forma ufficiale nell'endurance prima del ritiro voluto da Enzo Ferrari. Questo schema subisce solo modifiche marginali di stagione in stagione, limitatamente alla tonalità di rosso o alla disposizione degli inserti gialli.
La livrea della 499P privata di AF Corse segue lo stesso schema ma a tinte inverse, ovvero una base "giallo Modena" con dettagli rossi.

## Specifiche tecniche
A spingere la vettura c'è un powertrain ibrido composto dal Ferrari F163CE: un motore V6 con bancate a 120°, sovralimentato mediante due turbocompressori in parallelo posto al centro delle bancate, dalla cilindrata di 2994 cm³, derivato da quello della Ferrari 296 GT3, con potenza limitata – come da regolamento – a 680 CV (500 kW); tuttavia, invece di essere montato su di un telaietto ausiliario come nella 296, sulla 499P il motore è fissato direttamente sul telaio – una monoscocca in fibra di carbonio progettata con Dallara – fungendo da elemento portante.

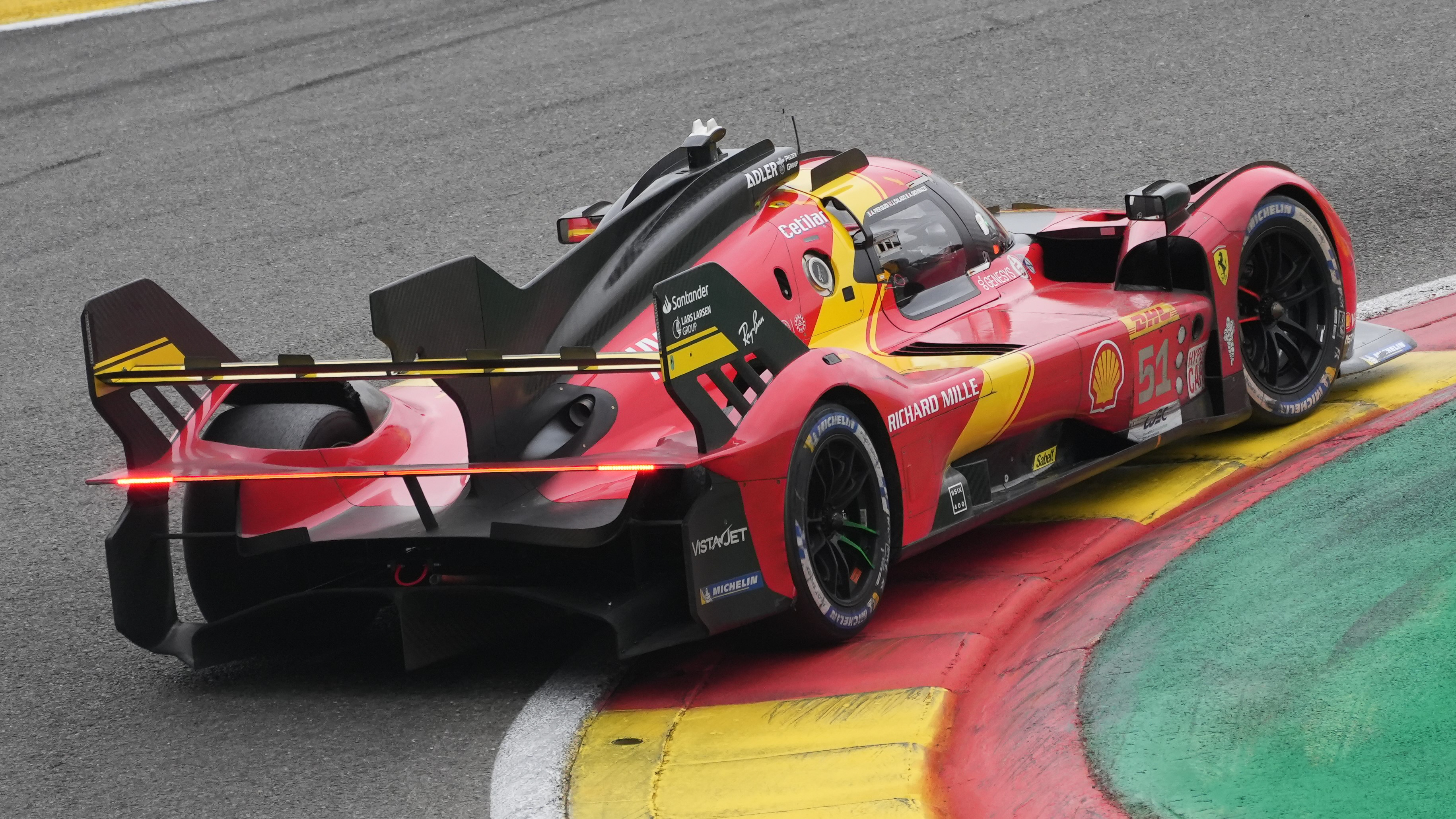
Vista posteriore (2023)

Il sistema ibrido, oltre che dal motore termico montato centralmente in posizione longitudinale, è costituito da un motogeneratore elettrico situato sull'assale anteriore, che eroga 200 kW (272 CV) ed entra in funzione oltre la velocità minima imposta dalla FIA – inizialmente fissata a 120 km/h ma poi innalzata a seconda del balance of performance (BoP) – ed è collegato a un pacco batterie da 900 V, che si ricarica attraverso un sistema di recupero dell'energia (ERS) durante le frenate, le decelerazioni e in taluni casi anche attraverso la spinta del motore a combustione. Insieme, il motore a benzina e quello elettrico, creano un sistema di trazione integrale a innesto temporaneo la cui potenza totale non supera in ogni caso i 500 kW – anche qui, salvo diversa indicazione del BoP.
L'aerodinamica della 499P è stata sviluppata in collaborazione con il Centro Stile Ferrari, guidato da Flavio Manzoni e sotto la supervisione di Ferdinando Cannizzo, capo del dipartimento di ingegneria delle auto sportive di Maranello. L'auto, come da regolamento LMH, non utilizza parti standardizzate come quelle che si trovano nelle vetture progettate secondo i regolamenti Le Mans Daytona h.

## Attività sportiva

### Campionato del mondo endurance FIA

#### 2023

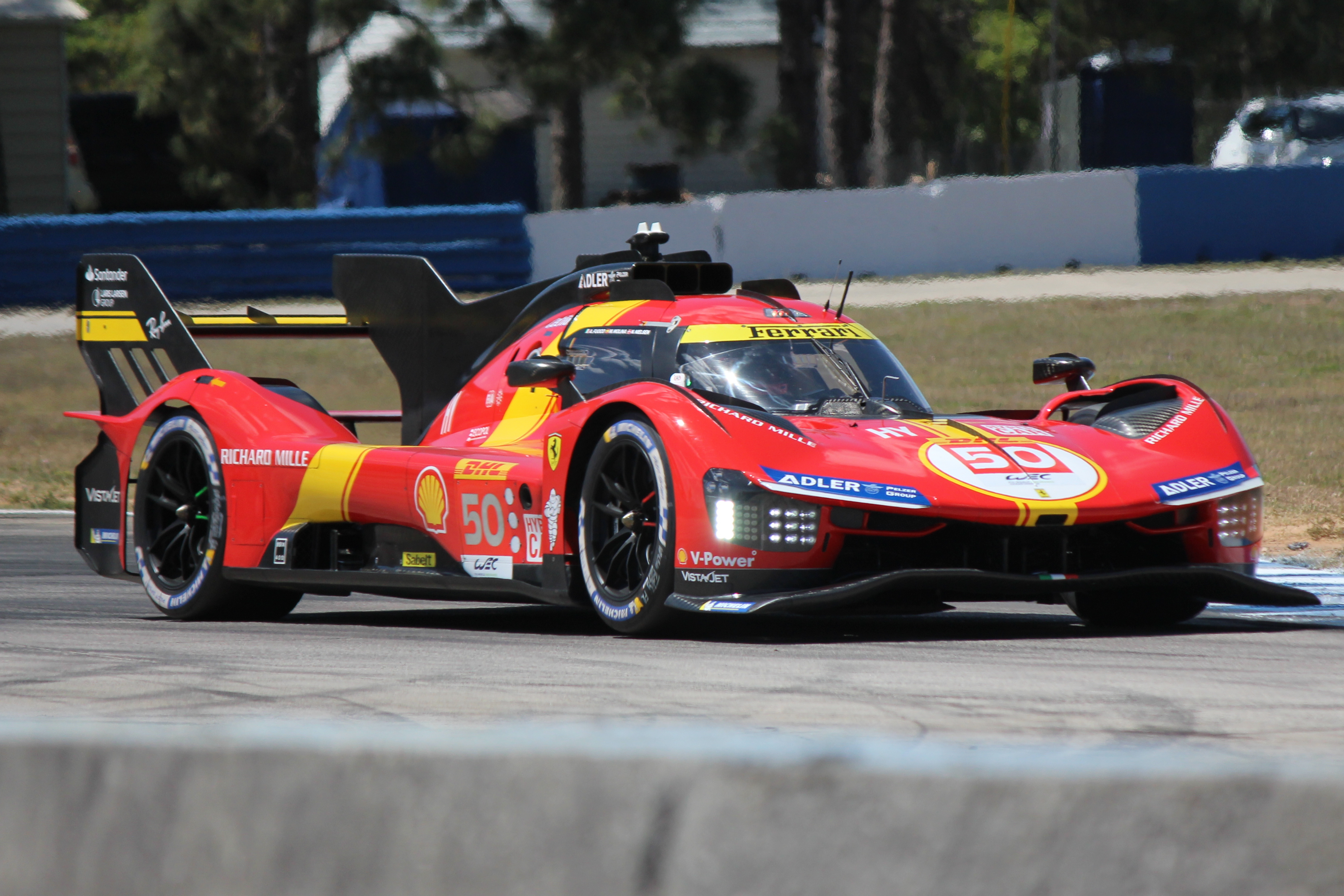
La 499P al debutto ufficiale alla 1000 Miglia di Sebring 2023

Con la 499P, nella stagione 2023 la Ferrari torna a competere dopo cinquant'anni nella classifica assoluta della 24 Ore di Le Mans: in omaggio a ciò, la prima delle 499P, affidata all'equipaggio composto da Antonio Fuoco, Miguel Molina e Nicklas Nielsen, adotta il numero di gara 50, mentre la seconda, portata in pista da Alessandro Pier Guidi, James Calado e Antonio Giovinazzi, adotta il 51 – quest'ultimo, uno dei numeri di gara più vincenti nella storia ferrarista.
All'esordio, avvenuto alla 1000 Miglia di Sebring, la vettura numero 50 ottiene subito la pole position e termina poi la gara sul podio dietro le due Toyota. La 499P si conferma a podio anche nelle successive 6 Ore di Portimão, sempre con l'equipaggio numero 50, e Spa-Francorchamps, stavolta con la vettura numero 51.

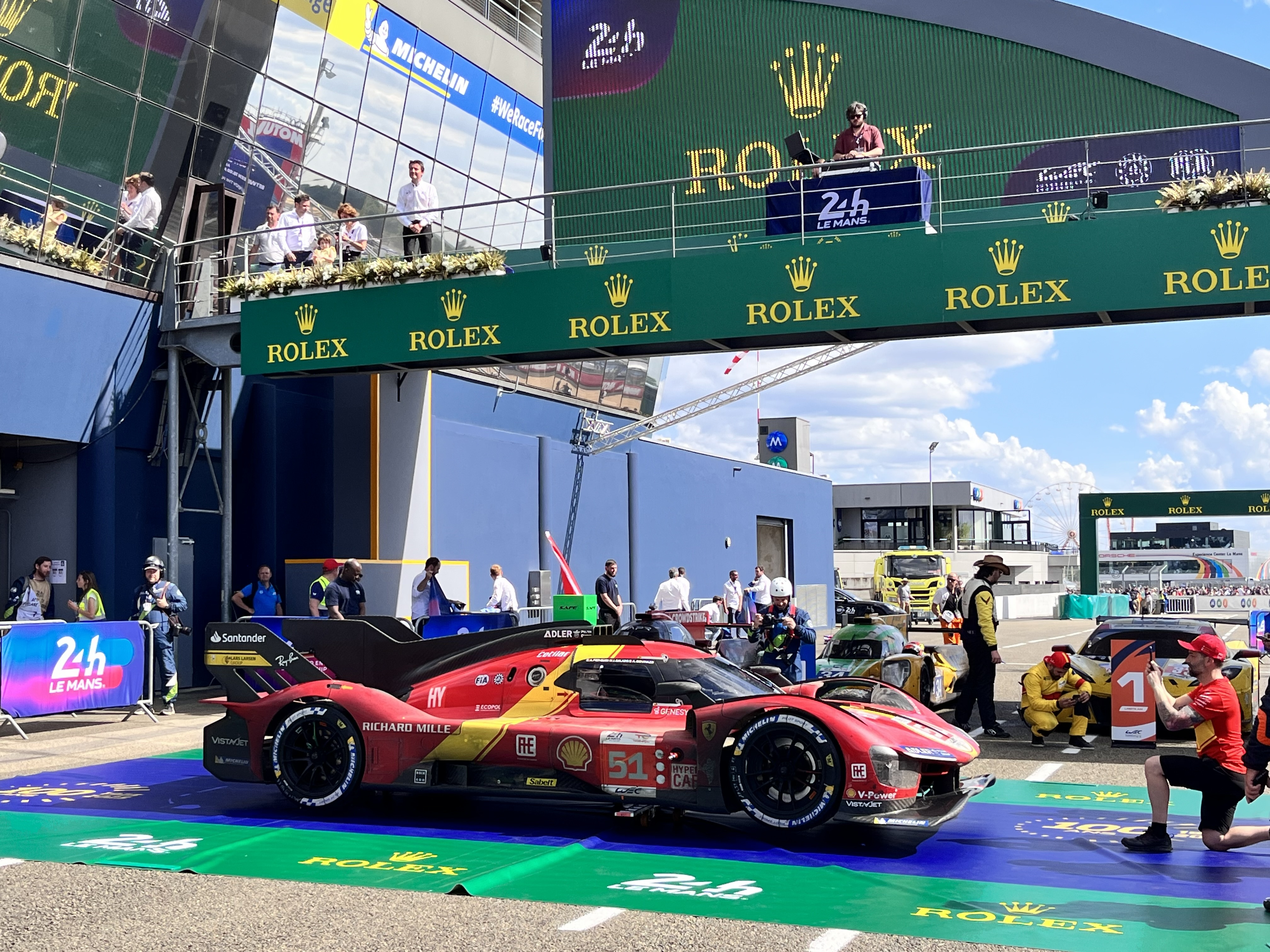
La 499P sotto al podio di Le Mans al termine della vittoriosa 24 Ore del 2023.

La prima vittoria arriva nell'appuntamento più prestigioso del calendario, alla 24 Ore di Le Mans, dove già nella Hyperpole le Ferrari avevano ottenuto la prima fila dello schieramento: in gara, l'equipaggio numero 51 ha la meglio sulle Toyota, reduci da un quinquennio di successi sul Circuit de la Sarthe, e riporta il Cavallino a primeggiare nella prova di durata francese dopo cinquantotto anni, quando a trionfare era stata la 250 LM gestita dal North American Racing Team; per la casa di Maranello è la decima affermazione a Le Mans, nell'edizione del centenario e dopo mezzo secolo di assenza dalla classe principale.
Con altri due piazzamenti a podio nella restante parte di campionato, sempre per mano della 499P numero 50 che chiude seconda alla 6 Ore di Monza e terza alla 8 Ore del Bahrain, Ferrari termina il campionato al secondo posto della graduatoria costruttori, dietro alla Toyota; l'equipaggio Fuoco-Molina-Nielsen è invece terzo nella classifica piloti, sempre dietro ai due equipaggi Toyota e immediatamente davanti ai compagni di box Pier Guidi-Calado-Giovinazzi.

#### 2024

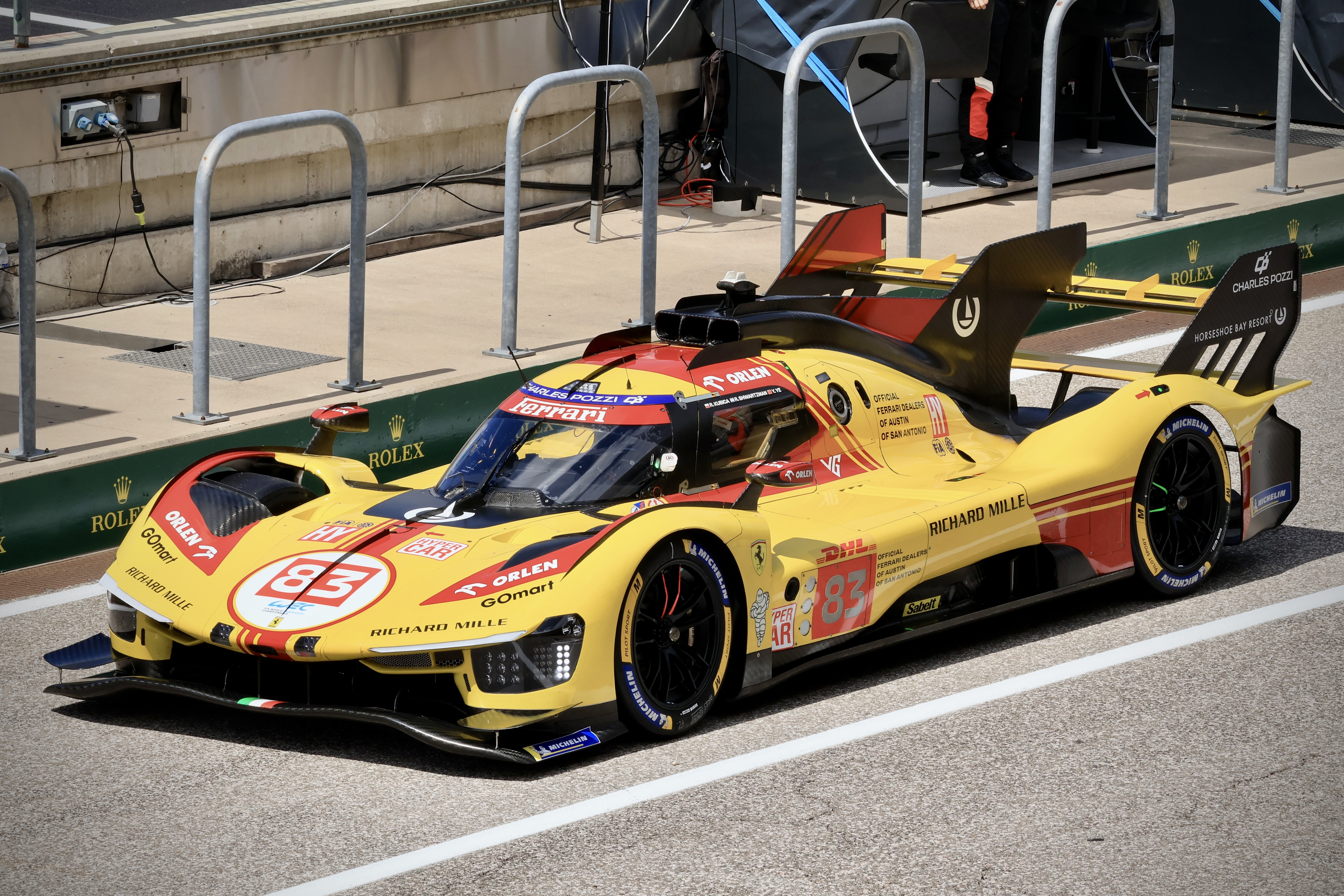
La 499P privata di AF Corse – riconoscibile dalla livrea "giallo Modena" – portata in gara dal 2024: qui durante la vittoriosa Lone Star Le Mans 2024.

Per la stagione 2024 vengono confermati gli equipaggi delle due vetture ufficiali numero 50 e 51, gestite direttamente da Ferrari. A queste si aggiunge una terza vettura privata, la numero 83, gestita in proprio da AF Corse e affidata a un equipaggio composto da Robert Kubica, Robert Švarcman e Ye Yifei.
In avvio di campionato la 499P si mantiene su livelli competitivi; ciò nonostante sfuggono possibili vittorie alla 6 Ore di Imola, dove pure le vetture di Maranello avevano monopolizzato i primi tre posti della griglia in qualifica, a causa di una errata strategia-gomme in gara, e alla 6 Ore di Spa-Francorchamps, a causa di una bandiera rossa che porta la FIA ad estendere eccezionalmente la durata della corsa.
La 499P trova la prima vittoria stagionale ancora sulla Sarthe, dove bissa la vittoria alla 24 Ore di Le Mans, stavolta con l'equipaggio Fuoco-Molina-Nielsen sulla vettura numero 50; la vettura numero 51 campione uscente, quella dell'equipaggio Pier Guidi-Calado-Giovinazzi, chiude al terzo posto. L'undicesima affermazione assoluta a Le Mans si affianca inoltre al successo ottenuto poche settimane prima dal team di Formula 1 nel Gran Premio di Monaco, permettendo al Cavallino di conseguire una doppietta che, nella storia dell'automobilismo, non si verificava dal 1934 quando venne colta dalla connazionale Alfa Romeo.

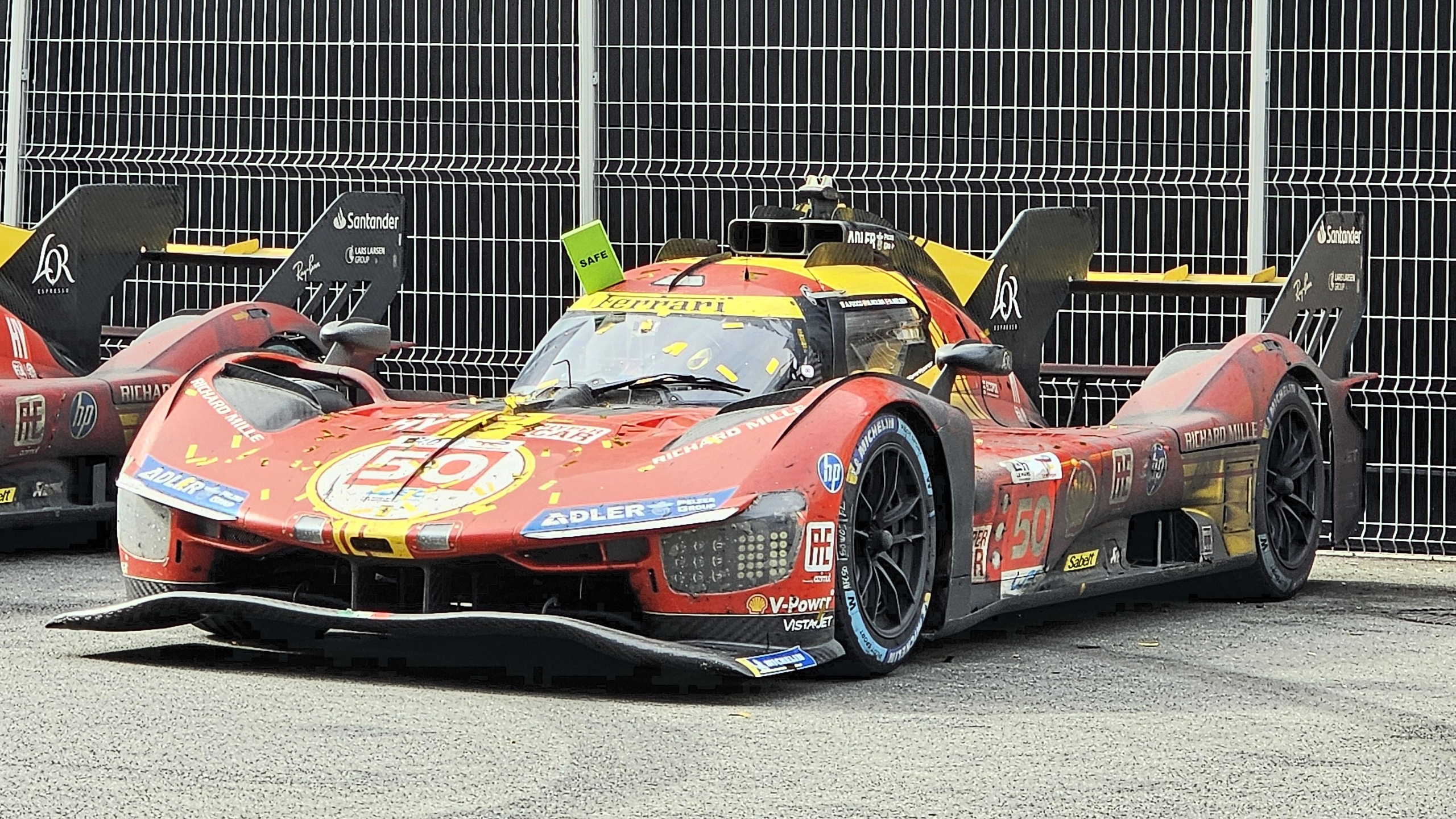
La 499P nel parco chiuso della Sarthe al termine della vittoriosa 24 Ore di Le Mans 2024.

La seconda e ultima affermazione della stagione arriva ad Austin, alla Lone Star Le Mans: una vittoria storica sia perché la prima della 499P privata numero 83 dell'equipaggio Kubica-Švarcman-Yifei, sia perché arrivata poche ore dopo il successo della scuderia di Formula 1 nel Gran Premio d'Italia, facendo sì che per la prima volta nella storia la casa di Maranello consegua due trionfi iridati nello stesso giorno.
Non avendo ottenuto piazzamenti di rilievo negli ultimi due appuntamenti stagionali, al Fuji e in Bahrain, Ferrari perde una posizione nel campionato costruttori rispetto a dodici mesi prima, chiudendo al terzo posto dietro a Toyota e Porsche; inversamente, l'equipaggio Fuoco-Molina-Nielsen guadagna una posizione e termina secondo nella graduatoria piloti, dietro all'equipaggio Estree-Lotterer-Vanthoor di Porsche Penske. Dal canto suo, AF Corse conclude alla terza piazza della classifica riservata ai team privati.

#### 2025

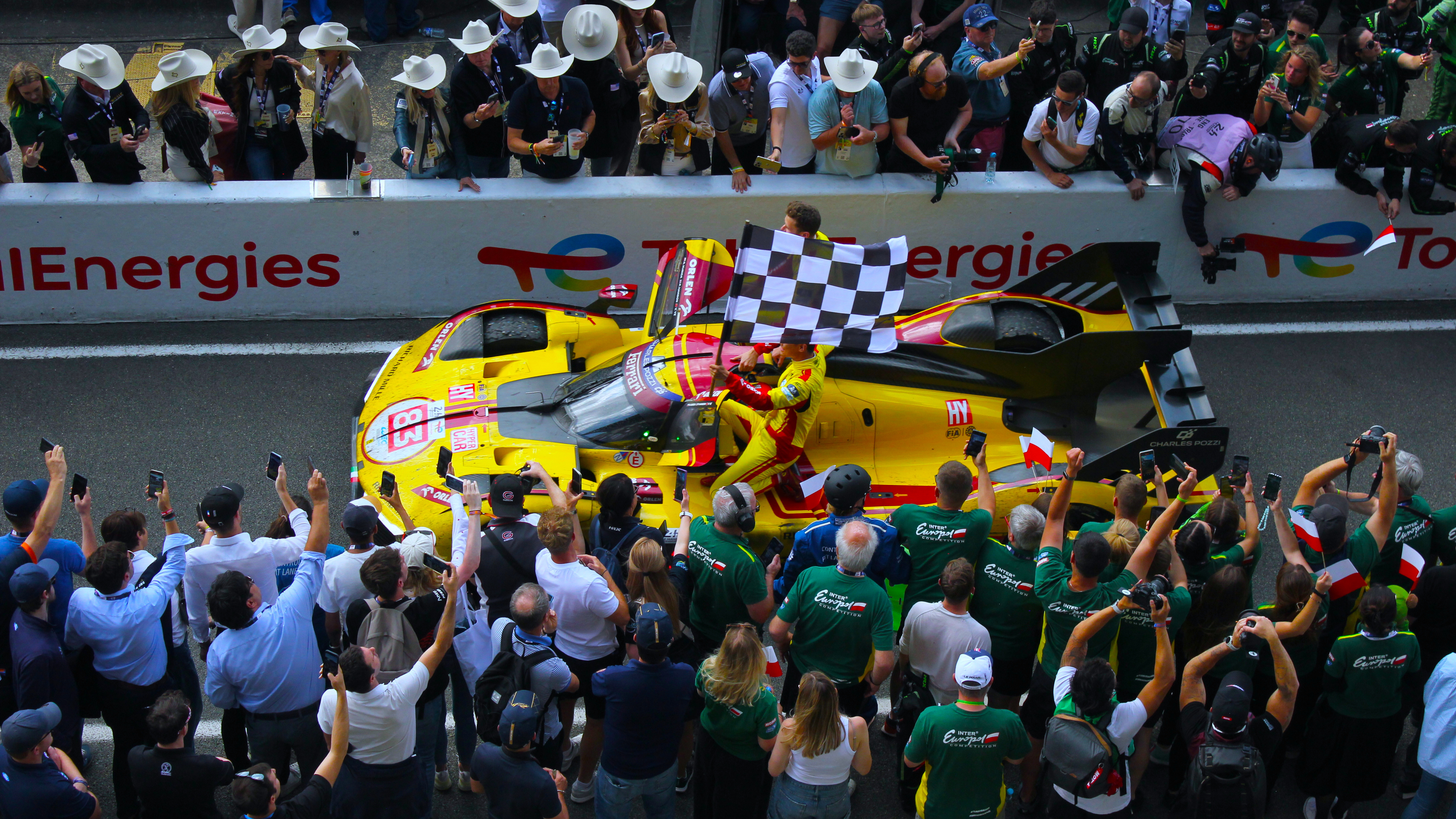
La 499P privata di AF Corse viene festeggiata in corsia box al termine della vittoriosa 24 Ore di Le Mans 2025.

La stagione 2025 vede la conferma degli equipaggi per le due 499P ufficiali numero 50 e 51; mentre per la vettura numero 83 di AF Corse, Philip Hanson affianca i confermati Kubica e Ye.
Al suo terzo anno di sviluppo, la 499P monopolizza la prima metà del campionato, dimostrandosi ormai competitiva su ogni tipo di tracciato. All'esordio stagionale, nella 1812 km del Qatar, la vettura monopolizza il podio per la prima volta nella sua storia agonistica: nell'occasione Ferrari torna a conseguire una tripletta nel mondiale endurance dopo cinquantatré anni, dalla 1000 km dell'Österreichring del 1972 con la 312 PB. Anche la seconda prova del campionato, la 6 Ore di Imola, vede l'affermazione di una 499P, la numero 51 dell'equipaggio Calado-Giovinazzi-Pier Guidi: nella circostanza Ferrari torna a vincere una gara di durata in patria dopo cinquantadue anni, dall'affermazione della 312 PB dell'equipaggio Redman-Ickx nella 1000 km di Monza del 1973. La 499P numero 51 si ripete trionfando alla successiva 6 Ore di Spa-Francorchamps, davanti alla vettura gemella numero 50.
Tocca invece all'equipaggio Hanson-Kubica-Ye conseguire il three-peat per la 499P alla 24 Ore di Le Mans: la casa di Maranello torna a inanellare tre vittorie assolute consecutive sulla Sarthe dopo sessant'anni, così come la 499P numero 83 di AF Corse riporta un team privato al successo assoluto a Le Mans dopo venti anni.

## Risultati nel WEC
| Anno | Team             | Classe   | Pilota                | #  | 1   | 2   | 3   | 4   | 5   | 6   | 7   | 8   | Punti | Pos |
| ---- | ---------------- | -------- | --------------------- | -- | --- | --- | --- | --- | --- | --- | --- | --- | ----- | --- |
| 2023 | Ferrari AF Corse | Hypercar |                       |    | SEB | POR | SPA | LMN | MON | FUJ | BHR |     | 161   | 2º  |
| 2023 | Ferrari AF Corse | Hypercar | Antonio Fuoco         | 50 | 3   | 2   | Rit | 5   | 2   | 4   | 3   |     | 161   | 2º  |
| 2023 | Ferrari AF Corse | Hypercar | Miguel Molina         | 50 | 3   | 2   | Rit | 5   | 2   | 4   | 3   |     | 161   | 2º  |
| 2023 | Ferrari AF Corse | Hypercar | Nicklas Nielsen       | 50 | 3   | 2   | Rit | 5   | 2   | 4   | 3   |     | 161   | 2º  |
| 2023 | Ferrari AF Corse | Hypercar | Alessandro Pier Guidi | 51 | 7   | 6   | 3   | 1   | 5   | 5   | 6   |     | 161   | 2º  |
| 2023 | Ferrari AF Corse | Hypercar | James Calado          | 51 | 7   | 6   | 3   | 1   | 5   | 5   | 6   |     | 161   | 2º  |
| 2023 | Ferrari AF Corse | Hypercar | Antonio Giovinazzi    | 51 | 7   | 6   | 3   | 1   | 5   | 5   | 6   |     | 161   | 2º  |
| 2024 | Ferrari AF Corse | Hypercar |                       |    | QAT | IMO | SPA | LMN | SAO | USA | FUJ | BHR | 137   | 3º  |
| 2024 | Ferrari AF Corse | Hypercar | Antonio Fuoco         | 50 | 6   | 4   | 3   | 1   | 6   | 3   | 9   | 11  | 137   | 3º  |
| 2024 | Ferrari AF Corse | Hypercar | Miguel Molina         | 50 | 6   | 4   | 3   | 1   | 6   | 3   | 9   | 11  | 137   | 3º  |
| 2024 | Ferrari AF Corse | Hypercar | Nicklas Nielsen       | 50 | 6   | 4   | 3   | 1   | 6   | 3   | 9   | 11  | 137   | 3º  |
| 2024 | Ferrari AF Corse | Hypercar | Alessandro Pier Guidi | 51 | 12  | 7   | 4   | 3   | 5   | Rit | Rit | 14  | 137   | 3º  |
| 2024 | Ferrari AF Corse | Hypercar | James Calado          | 51 | 12  | 7   | 4   | 3   | 5   | Rit | Rit | 14  | 137   | 3º  |
| 2024 | Ferrari AF Corse | Hypercar | Antonio Giovinazzi    | 51 | 12  | 7   | 4   | 3   | 5   | Rit | Rit | 14  | 137   | 3º  |
| 2024 | AF Corse         | Hypercar |                       |    |     |     |     |     |     |     |     |     |       |     |
| 2024 | Robert Kubica    | Hypercar | 83                    | 4  | 8   | 8   | Rit | 11  | 1   | 12  | 8   | 149 | 3º    |     |
| 2024 | Ye Yifei         | Hypercar | 83                    | 4  | 8   | 8   | Rit | 11  | 1   | 12  | 8   | 149 | 3º    |     |
| 2024 | Robert Švarcman  | Hypercar | 83                    | 4  | 8   | 8   | Rit | 11  | 1   | 12  | 8   | 149 | 3º    |     |
| 2025 | Ferrari AF Corse | Hypercar |                       |    | QAT | IMO | SPA | LMN | SAO | USA | FUJ | BHR | 202   | 1°  |
| 2025 | Ferrari AF Corse | Hypercar | Antonio Fuoco         | 50 | 1   | 15  | 2   | DSQ |     |     |     |     | 202   | 1°  |
| 2025 | Ferrari AF Corse | Hypercar | Miguel Molina         | 50 | 1   | 15  | 2   | DSQ |     |     |     |     | 202   | 1°  |
| 2025 | Ferrari AF Corse | Hypercar | Nicklas Nielsen       | 50 | 1   | 15  | 2   | DSQ |     |     |     |     | 202   | 1°  |
| 2025 | Ferrari AF Corse | Hypercar | Alessandro Pier Guidi | 51 | 3   | 1   | 1   | 3   |     |     |     |     | 202   | 1°  |
| 2025 | Ferrari AF Corse | Hypercar | James Calado          | 51 | 3   | 1   | 1   | 3   |     |     |     |     | 202   | 1°  |
| 2025 | Ferrari AF Corse | Hypercar | Antonio Giovinazzi    | 51 | 3   | 1   | 1   | 3   |     |     |     |     | 202   | 1°  |
| 2025 | AF Corse         | Hypercar |                       |    |     |     |     |     |     |     |     |     |       |     |
| 2025 | Robert Kubica    | Hypercar | 83                    | 2  | 4   | 15  | 1   |     |     |     |     | 138 | 1°    |     |
| 2025 | Ye Yifei         | Hypercar | 83                    | 2  | 4   | 15  | 1   |     |     |     |     | 138 | 1°    |     |
| 2025 | Philip Hanson    | Hypercar | 83                    | 2  | 4   | 15  | 1   |     |     |     |     | 138 | 1°    |     |

Corsivo - Giro più veloce
Grassetto - Pole position

### Risultati 24 ore di Le Mans

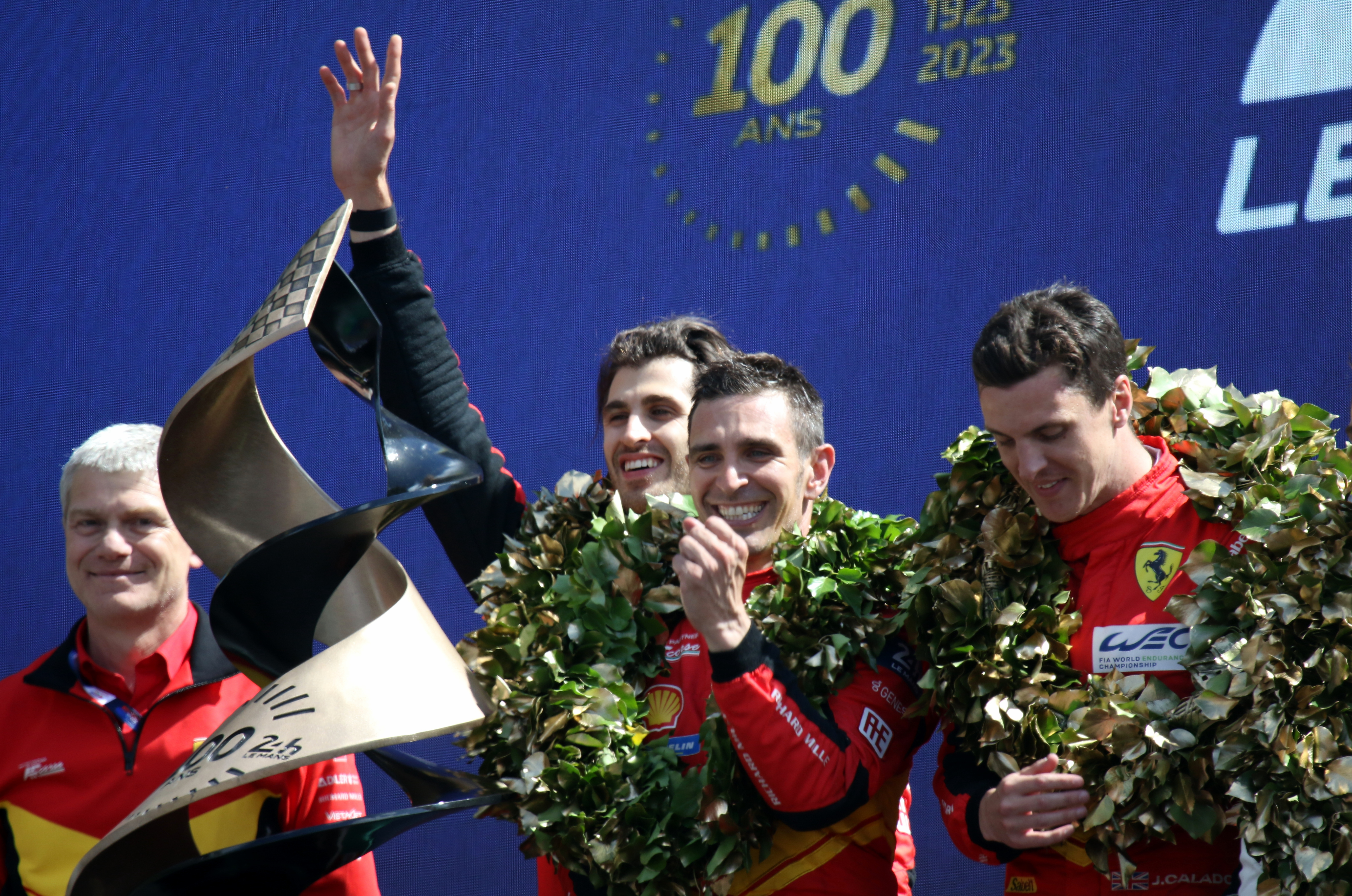
Da sinistra: Antonello Coletta, responsabile del progetto endurance Ferrari, e l'equipaggio Giovinazzi-Pier Guidi-Calado festeggiano la prima vittoria della 499P a Le Mans nel 2023.

| Anno | Team             | #  | Co-piloti                                             | Classe   | giri | Pos. | Class Pos. |
| ---- | ---------------- | -- | ----------------------------------------------------- | -------- | ---- | ---- | ---------- |
| 2023 | Ferrari AF Corse | 50 | Antonio Fuoco Miguel Molina Nicklas Nielsen           | Hypercar | 337  | 5º   | 5º         |
| 2023 | Ferrari AF Corse | 51 | Antonio Giovinazzi James Calado Alessandro Pier Guidi | Hypercar | 342  | 1º   | 1º         |
| 2024 | Ferrari AF Corse | 50 | Antonio Fuoco Miguel Molina Nicklas Nielsen           | Hypercar | 311  | 1º   | 1º         |
| 2024 | Ferrari AF Corse | 51 | Antonio Giovinazzi James Calado Alessandro Pier Guidi | Hypercar | 311  | 3º   | 3º         |
| 2024 | AF Corse         | 83 | Robert Švarcman Ye Yifei Robert Kubica                | Hypercar | 248  | Rit  | Rit        |
| 2025 | Ferrari AF Corse | 50 | Antonio Fuoco Miguel Molina Nicklas Nielsen           | Hypercar | 387  | DSQ  | DSQ        |
| 2025 | Ferrari AF Corse | 51 | Antonio Giovinazzi James Calado Alessandro Pier Guidi | Hypercar | 387  | 3º   | 3º         |
| 2025 | AF Corse         | 83 | Philip Hanson Ye Yifei Robert Kubica                  | Hypercar | 387  | 1º   | 1º         |

## Palmarès
- 3  24 Ore di Le Mans: (2023, 2024, 2025)
- 1  Lone Star Le Mans: (2024)
- 1  1812 km del Qatar: (2025)
- 1  6 Ore di Imola: (2025)
- 1  6 Ore di Spa-Francorchamps: (2025)

## 499P Modificata

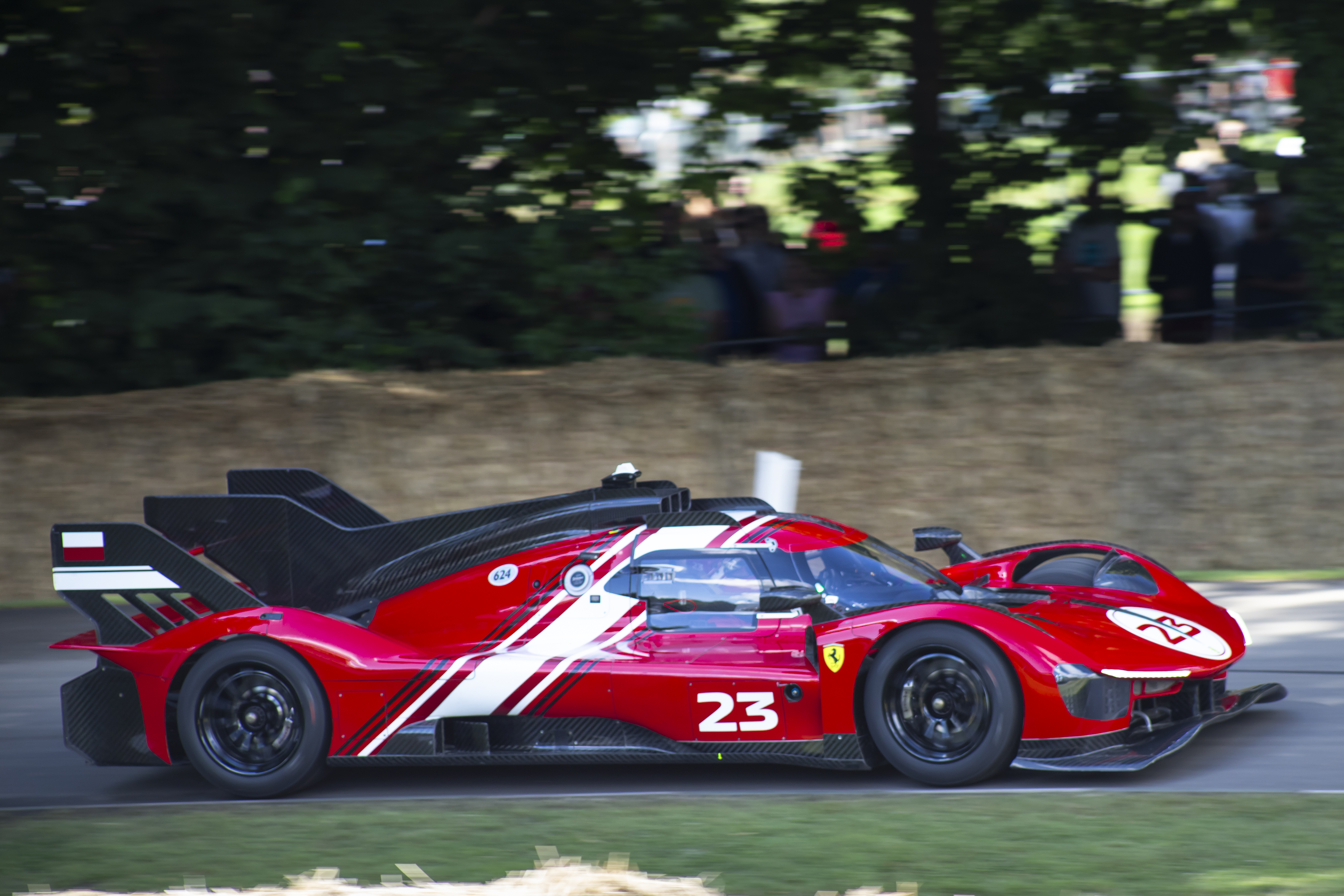
La 499P Modificata nel 2024 al Goodwood Festival of Speed

A novembre 2023 la Ferrari presenta la 499P Modificata, versione da track day della 499P.
Questa vettura, non essendo soggetta a vincoli regolamentari, può arrivare a una potenza massima di 870 CV, dei quali 163 erogati dal motore elettrico posto sull'asse anteriore, disponibili tramite un sistema di push to pass per una durata non superiore a 7 secondi per ogni attivazione. Inoltre, a differenza della versione da gara, la 499P Modificata può usufruire della trazione integrale in ogni momento. La vettura inaugura il programma Sport Prototipi Clienti, che si affianca al Programma XX e F1 Clienti, garantendo l'assistenza e il supporto tecnico e logistico ai possessori della vettura per utilizzarla negli eventi in pista dedicati.